# 堅尼地城（卑路乍灣）巴士總站
堅尼地城（卑路乍灣）巴士總站（英語：Kennedy Town (Belcher Bay) Bus Terminus）位於香港香港島中西區堅尼地城城西道海旁，屬於露天巴士總站。
堅尼地城（卑路乍灣）巴士總站的簡稱和位於西寧街的堅尼地城巴士總站完全相同，區外市民未必清楚區別。新巴及城巴均以「堅尼地城」稱之。

## 總站路線資料

### 城巴18線
- 北角（健康中街） ↔ 堅尼地城（卑路乍灣）

### 城巴18P線
- 堅尼地城（卑路乍灣） ↔ 北角（健康中街）

### 城巴18X線
- 筲箕灣 ↔ 堅尼地城（卑路乍灣）
- 柴灣站 → 堅尼地城（卑路乍灣）

### 城巴47P線
- 堅尼地城（卑路乍灣） → 黃竹坑（警校道）

### 城巴88X線
- 小西灣（藍灣半島） ↔ 堅尼地城（卑路乍灣）

### 過海隧道巴士113線
- 彩虹 ↔ 堅尼地城（卑路乍灣）

### 過海隧道巴士904線
- 堅尼地城（卑路乍灣） ↔ 荔枝角

## 過往路線
- 過海隧道巴士105線 (西祥街總站時期)

## 車坑分佈
| 車坑分佈（以入口最左邊起計） | 車坑分佈（以入口最左邊起計） | 車坑分佈（以入口最左邊起計） |
| 車坑編號                     | 車坑寬度                     | 路線                         |
| ---------------------------- | ---------------------------- | ---------------------------- |
| 1                            | 雙坑                         | 城巴18、18P、47P、88X線      |
| 2                            | 單坑                         | 城巴18X線                    |
| 3                            | 單坑                         | 過海隧道巴士904線            |
| 4                            | 三坑                         | 過海隧道巴士113線            |

## 外部連結
- 堅尼地城（卑路乍灣）巴士總站 （页面存档备份，存于），城巴／新巴
- 九巴 （页面存档备份，存于）